# 鯊魚劍

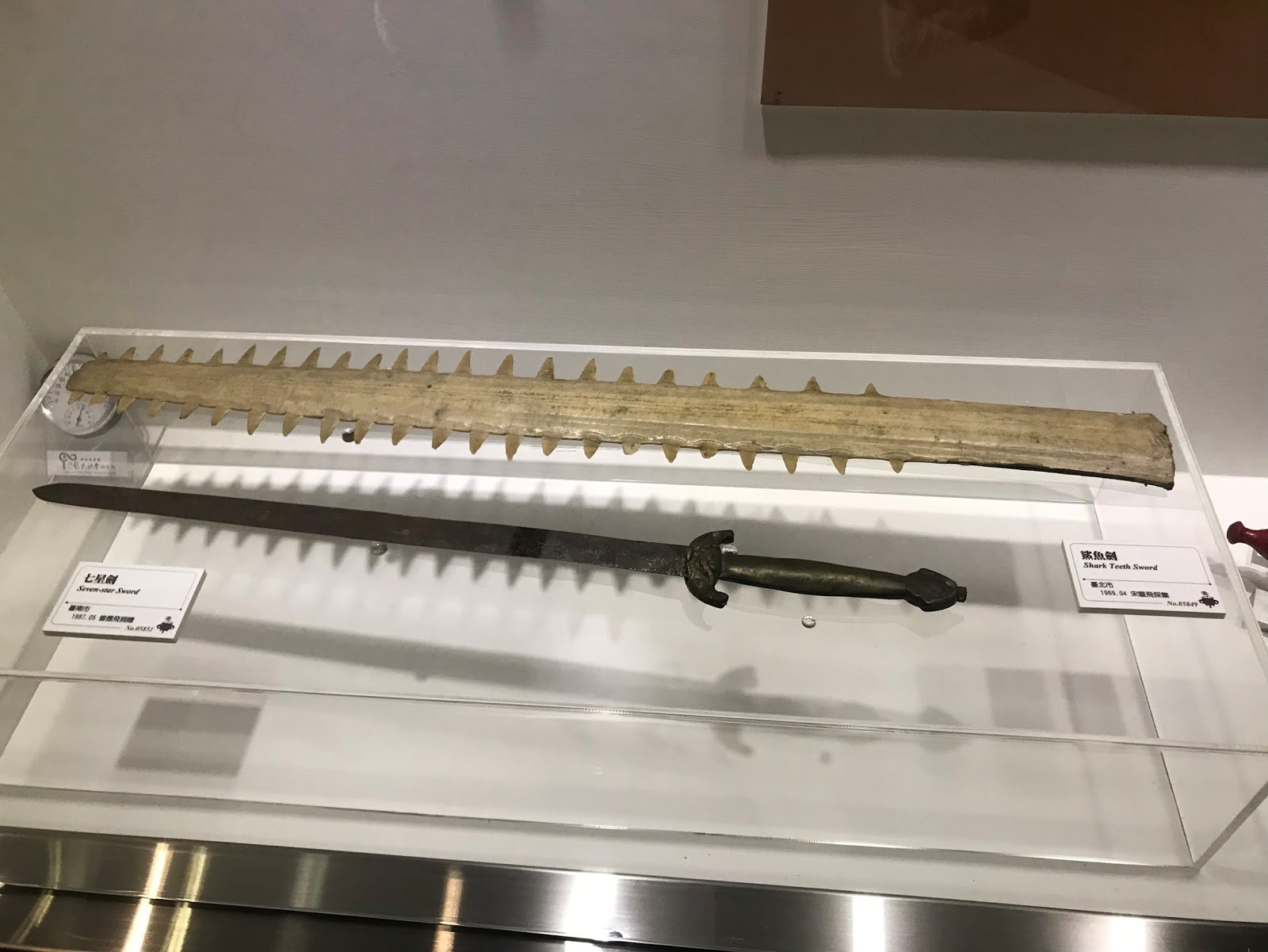
鯊魚劍
為乩童在宗教活動中「起乩」時所操持的法器之一，和七星劍、銅棍、月斧和刺球合稱五寶，鯊魚劍也稱沙魚齒或骨刀，中國傳統信仰中的乩童以是否操持法器為依據，只以神通身不操持法器者稱為文乩；若是操持法器以顯示神威的稱為武乩。

## 造型與材質
鯊魚劍的劍身由鋸鳐的吻部 (rostrum)製成，鋸鳐其實為魟魚的一種，鯊魚劍也稱沙魚齒或骨刀，在五寶之中唯一使用動物身體製成的，長約二、三尺，目前台灣的鯊魚劍大多來自遠洋漁獲，雖然劍的兩側齒數不一，但都必須符合「神治鬼、鬼治神」的口訣，有趣的是，隨著用途不同，牽涉的魚種也有差異，尖齒鋸鳐的鼻鋸根部無齒，加上鋸柄寬度十分方便抓握，是乩童的最愛；後緒鋸鳐的鼻鋸可達一米七、小齒鋸鳐的鼻鋸粗壯，看起來雄偉懾人，常常被當成廟宇的「鎮廟之寶」；最小號的鯊魚劍稱為「肚劍」，由雌魚腹中還沒出生的胎兒製成，道士認為肚劍法力很強，可供在神案上，驅邪怯魔，也有人把「肚劍」置於香爐底，甚至車子儀表板上。肚劍雖然尺寸嬌小，但由於數量稀少，價格非常高。
由於近來鋸鳐的數量大滅，鯊魚劍的價格飆高不下，聰明的商人靈機一動，設計出白鐵或塑膠複製品，價格當然實惠許多，但是乩童還是偏好真品。

## 使用方式
中國民間信仰中，乩童可分為替地方公廟服務的業餘乩童以及在私人神壇辦事的職業乩童，業餘乩童主要的工作是在有人到廟裡問事時被神明附身回答問題，以及在廟方各式儀事慶典時會換上華麗的衣服並操鯊魚劍以展神威；職業乩童則以被神附身回答信徒問題為主要工作。
乩童在起駕前會先行淨身儀式，以香把靜身，主要的部位是背部、胸、腹部，再以鯊魚劍等五寶劈砍自己的頭部或背部來驅邪或證明自己已被神靈附身的狀態，完成儀式後還要行「退駕」儀式才會恢復常身，神明透過乩童和「生」的世界產生連結，是神、人之間最常見的溝通方式，讓生與死、天與地的區分不再那麼二分，透過乩童人們可以對神祇詢問一些生活中難解的事情，他們扮演著好似神父的仲介者，在傳統道教信仰中，人們除了對神像單方面的訴說，也可以透過乩童、擲茭來達成與神靈「雙向」的溝通，而鯊魚劍則扮演了溝通過程中一個重要的法器，讓信仰的力量可以變得更堅定。